# Osmia palmyrae
Osmia palmyrae är en biart som beskrevs av Van der Zanden 1998. Osmia palmyrae ingår i släktet murarbin, och familjen buksamlarbin. Inga underarter finns listade i Catalogue of Life.